# Autonoom zenuwstelsel
Het autonome zenuwstelsel, ook onwillekeurige, vegetatieve of viscerale zenuwstelsel genoemd, is het deel van het perifeer zenuwstelsel dat een groot aantal onbewust plaatsvindende functies reguleert. Het autonome zenuwstelsel regelt vooral de werking van inwendige organen, onder andere de ademhaling, de spijsvertering en het verwijden en vernauwen van bloedvaten en het beïnvloedt ook de hartslag.
Bij gewervelde dieren is naast het autonome zenuwstelsel het zogenaamde animale zenuwstelsel ontstaan, dat behalve het centrale zenuwstelsel (hersenen en ruggenmerg), ook het somatische deel van het perifere stelsel omvat.

## Onderverdeling
Het autonome zenuwstelsel wordt onderverdeeld in twee hoofdonderdelen: het orthosympathisch zenuwstelsel en het parasympathisch zenuwstelsel. Daarnaast wordt ook het enterisch zenuwstelsel gerekend tot het autonome zenuwstelsel. De meeste organen worden zowel door de orthosympathicus als door de parasympathicus geïnnerveerd. Een uitzondering hierop betreffen de zweetklieren, de adrenerge klieren (bijnieren), de spieren verantwoordelijk voor de vasoconstrictie en de spieren die zorgen voor kippenvel. Deze ontvangen enkel input van het orthosympathisch zenuwstelsel.

### Orthosympathisch zenuwstelsel
Dit bevordert een toestand van het lichaam waarin activiteiten zoals lichamelijke inspanning mogelijk zijn. Het bereidt het lichaam voor op de vecht-of-vluchtreactie. Het heeft vergeleken met het parasympathische zenuwstelsel een meer diffuse werking. Dit komt omdat de ganglia allemaal met elkaar verbonden zijn. De ganglia verbinden de axonen die uit het ruggenmerg komen met de zenuwcellen die naar de organen lopen, het functioneert als een soort knooppunt, en zorgt ervoor dat de organen voor een deel gezamenlijk gestimuleerd worden.

### Parasympathisch zenuwstelsel
In het parasympathische stelsel is er meer sprake van een individuele stimulatie, de ganglia liggen hier ook dichter bij het desbetreffende orgaan. Het parasympathische zenuwstelsel zorgt voor een toestand van rust in het lichaam, waarbij omstandigheden gecreëerd worden die opbouw van weefsel en herstelmechanismen van het lichaam bevorderen. De cumulatieve werking op de eindorganen kan tegenwerkend zijn (antagonistisch, zoals bij het hart) of bijna gelijkwerkend (zoals bij de speekselklieren). 

### Enterisch zenuwstelsel
Het enterisch zenuwstelsel regelt de functies van het maag-darmstelsel.

## Neurotransmitters
De werking van het autonome zenuwstelsel berust op de vrijlating van neurotransmitters in het weefsel van het doelorgaan. Hiervoor worden verschillende neurotransmitters gebruikt. Het orthosympathische gebruikt voornamelijk noradrenaline voor de spieren en acetylcholine voor de zweetklieren. Het parasympathische deel maakt voornamelijk gebruik van de neurotransmitter acetylcholine die een remmende werking heeft. GABA (gamma-aminoboterzuur) heeft een remmende werking in de hersenen.